# Organik
Organik – trzeci album studyjny włoskiego producenta muzycznego Roberta Milesa.
Album został wydany 11 czerwca 2001 roku. Składa się z dwunastu utworów.

## Lista utworów
| Nr  | Tytuł                 | Długość |
| --- | --------------------- | ------- |
| 1.  | TSBOL                 | 3:44    |
| 2.  | Separation            | 4:32    |
| 3.  | Paths                 | 4:00    |
| 4.  | Wrong                 | 5:26    |
| 5.  | It's All Coming Back  | 4:10    |
| 6.  | Pour te Parler        | 4:21    |
| 7.  | Trance Shapes         | 3:55    |
| 8.  | Connections           | 4:57    |
| 9.  | Release Me            | 7:48    |
| 10. | Improvisations Part 1 | 7:06    |
| 11. | Improvisations Part 2 | 5:53    |
| 12. | Endless               | 8:00    |